# Goesdorf
Goesdorf (lb. Géisdref) – miejscowość i gmina (gemeng / commune / Gemeinde) w zachodnim Luksemburgu, w kantonie Wiltz. Do 3 października 2015 gmina leżała w dystrykcie Diekirch. Siedziba administracyjna gminy znajduje się w miejscowości Goesdorf. Liczy 1664 mieszkańców (1 stycznia 2023).

## Podział administracyjny
Do gminy należy dziewięć miejscowości, w tym siedem (Uertschaft) oraz dwa lieu-dit: 
1. Bockholtz (Boukels)
2. Bockholtz-Moulin (Boukelsser Millen), lieu-dit
3. Buderscheid (Bidscht / Büderscheid)
4. Dahl (Dol)
5. Goesdorf (Géisdref)
6. Harderbach (Haarderbaach), lieu-dit
7. Masseler
8. Nocher (Nacher)
9. Nocher-Route (Nacher Strooss / Nocherstrasse)